# Die Geschichte meines Taubenschlags
Die Geschichte meines Taubenschlags (Originaltitel: Istoria moej golubjatni) ist der Titel einer Erzählsammlung von Isaak Babel. Vier Geschichten erzählen von der Kindheit eines jüdischen Jungen in Odessa, die vier anderen zeigen weitere Lebensstationen des Protagonisten bis zur Oktoberrevolution. 1926 erschien die erste deutsche Übersetzung von Dmitri Umanski.

## Inhalt

### Nikolajew und Odessa
Die Geschichte meines Taubenschlags (Originaltitel: Istoria moej golubjatni. Erstveröffentlichung: Krasnaja gazeta, Leningrad 1925). Der Erzähler wächst bei seinen Eltern in Nikolajev auf. Als jüdisches Kind muss er für die Aufnahme an eine höhere Schule die Barriere eines strengen Numerus Clausus überwinden. Trotz großer Unterstützung seines ehrgeizigen, vom Aufstieg in die russische Gesellschaft träumenden Vaters und Vorbereitungsunterricht besteht der begabte Junge erst im zweiten Jahr die Prüfung und wird von seiner Familie auf einem großen Fest gefeiert. Zur Belohnung darf er sich seinen Wunsch erfüllen und drei Taubenpärchen kaufen.
Auf dem Heimweg vom Händler gerät in den Oktoberpogrom 1905. Der bisher bei den Kindern beliebte invalide Zigarettenverkäufer Makarenko entreißt ihm den Sack mit den Tauben, zerquetscht sie, schlägt ihn und reibt ihm die blutigen Federn ins Gesicht. Seine Frau schreit, „den Samen von denen [müsse] man ausrotten“. Zu Hause angekommen erfährt er, dass russische Randalierer und gedungene Mörder den Laden seines Vaters Manus verwüstet und seinen prahlerischer Großonkel Schoil, einen Fischhändler, der sich zur Wehr gesetzt hat („Alle hat er verflucht […] so ein Prachtkerl“), getötet haben. Die Familie versteckt sich im Nachbarhaus bei einem Steuerinspektor.
Erste Liebe (O: Pervaja ljuboc‘. E: Krasnaja gazeta, Leningrad 1925. Nach Babels Planung sollte die Erzählung zusammen mit dem Taubenschlag erscheinen). Mit 10 Jahren verliebt sich der Erzähler in die schöne Galina Andrejevna Appolonovna Rubkova. Deren Mann ist 1905 mit vielen kostbaren Geschenken aus dem japanischen Krieg in das Haus seines Vaters, des Steuerinspektors Rubcov, heimgegehrt, bei dem die Familie des Erzählers nach dem Pogrom vorübergehend untergekommen ist. Als der Junge mit Taubenblut verschmiert zurückkehrt, reinigt sie ihn und tröstet ihn. Vor Aufregung bekommt er einen permanenten Schluckauf und träumt, Mitglied der jüdischen Selbstverteidigung zu sein und die Rubkova „noch bitterer, heißer, hoffnungsloser zu lieben, und vielleicht auch, weil das Maß des Leids zu groß war für einen zehnjährigen Jungen“. Er erkrankt und die Ärzte diagnostizieren ein Nervenleiden. Nach 10 Jahren seiner Kindheit in Nikolajev fährt seine Mutter Rachel mit ihm nach Odessa zu seinem Großvater Lejvi-Itzchok und Onkel Simon.
Im Keller (O: V podvale. E: Novyi mir 1931.) Der 12-jährige Erzähler befreundet sich mit dem Klassenbesten Mark Borgman, dem Sohn des Direktors der Russischen Außenhandelsbank, der von seinen phantasievoll erfundenen Geschichten begeistert ist. Die Ausstattung der Borgmannschen Villa beeindruckt den armen Jungen und er hat Hemmungen, den Freund in die Kellerwohnung seiner Tante Bobka einzuladen. Doch diese ist stolz auf die Freundschaft ihre Neffen und bereitet ein Essen vor. Der trunksüchtige Onkel Simon-Wolf wird ins Wirtshaus und der skurrile Großvater zu den Nachbarn geschickt. Um Mark von der ärmlichen Unterkunft abzulenken, beginnt der Erzähler aus den Schriften seines Großvaters vorzulesen und dann die Antonius Rede am Leichnam Caesars aus Shakespeares Tragödie begeistert zu rezitieren.
Unerwartet kommen Onkel und Großvater teils betrunken zurück, streiten wie üblich und die Situation wird immer grotesker. Mark ergreift die Flucht, der Erzähler stürzt sich in einen Bottich mit kaltem Wasser und wird von der Tante mit Schüttelfrost ins Bett gepackt. „Er muss[-] weinen, zum ersten Mal an diesem Tag, und so gewaltig und wunderschön [ist] die Welt der Tränen, dass sich vor [s]einen Augen alles außer den Tränen ver[liert].“
Das Erwachen (O: Probuždenie. E: Molodaja guardija 1931). Der Vater des Erzählers träumt vom Aufstieg seines Sohnes zu einem berühmten Musiker und lässt ihn bei Meister Zagurskij im Violinspiel unterrichten. Der 14-jährige ist jedoch dafür weder begabt noch motiviert, schwänzt das Training und treibt sich am Hafen beim alten Matrosen Trottyburn herum, der handgemachte Pfeifen verkauft. Ihn beeindrucken auch die Schwimm- und Tauchkünste der Straßenjungen, aber auch dies erweist sich für ihn als „unerlernbar“. Durch die Bekanntschaft des Korrektors der Odessaer Nachrichten Jefim Nikitič Smolič wird er aus seinen vergeblichen Schwimm-Versuchen erlöst. Als dieser hört, dass der Junge „schriftstellert“, testet er seine Kenntnisse der Pflanzen- und Tierwelt und stellt seine Mängel fest: „Dir fehlt das Gefühl für die Natur […] Ein Mensch, der nicht in der Natur lebt, wie ein Stein oder ein Tier, wird in seinem ganzen Leben keine zwei Zeilen zustande bringen, die etwas taugen … Deine Landschaftsbeschreibungen gleichen Kulissen. […] was haben deine Eltern die ganze vierzehn Jahre lang gedacht?“ Er beantwortet die Frage für sich: „Sie dachten an protestierte Wechsel, an die Villen“ berühmter Wunderkinder.
Zu Hause angekommen hat der Vater von seinen Eskapaden erfahren, tobt wie wahnsinnig und wird von den Frauen nur mühsam vor einem Angriff auf seinen Sohn abgehalten. Seine Tante Bobka bringt ihren Neffen nachts zu seiner Großmutter. Es ist ein weiter Weg und sie hält ihn fest an der Hand: „Sie hatte recht. Ich dachte an Flucht.“

### Von Odessa nach Petersburg
Babels Kindheitserzählungen waren als Zyklus unter dem Titel Geschichte meines Taubenschlags angelegt. Dieses Projekt konnte aber nicht abgeschlossen werden. Deshalb haben Heftrich und Kaibach in ihre Ausgabe vier weitere Erzählungen aufgenommen, die den Weg des Protagonisten vom 14. Lebensjahr bis zur Oktoberrevolution verfolgen.
Di Grasso (E: Ogonëk 1937). Der 14-jährige Erzähler verkauft in Odessa für einen Schwarzhändler Theaterkarten. Das leidenschaftliche Spiel des italienischen virtuosen Tragöden begeistern ihn. Nach der Vorstellung sieht er auf dem Heimweg zum ersten Mal „das illuminierte Laub am Boulevard, den Bronzekopf Puškins mit dem matten Widerschein des Mondes darauf, ich sah zum ersten Mal alles ringsum, so wie es wirklich war – still und unaussprechlich schön.“
Mein erstes Honorar (O: Moj pervyi gonorar. E: Vozdušnye putti, New York 1963, datiert 1922–1928). Inzwischen ist der Erzähler 20 Jahre alt und arbeitet in einer Druckerei in Tiflis. Durch eine akustisch mitverfolgte Paarung in der Nachbarwohnung angeregt, geht er im Tifliser Frühling mit seinem ersten Honorar zur Prostituierten Vera. Er ist abgestoßen durch die klinische Atmosphäre ihrer routinierten Vorbereitungen und erzählt ihr wortreich eine Phantasiegeschichte, in der er sich für Männer prostituiert. Sie sieht in ihm einen Kollegen, hat Mitleid mit dem „Schwesterchen“, behandelt ihn persönlich liebevoll und lehnt seine Bezahlung ab: „Ich erfuhr in dieser Nacht Geheimnisse, die ihr nie erfahren werdet, erlebte eine Liebe, die ihr nie erleben werdet, hörte Worte, gesprochen von Frau zu Frau. […] Die Welt war schön, uns zum Gefallen.“
Seit diesem Erlebnis sind viele Jahre vergangen und der Erzähler hat viele Honorare erhalten. Sie waren viel niedriger als der Lohn, den er von seine „ersten Leserin“ erhielt, aber er empfindet keinen Groll: „[W]eil ich weiß, dass ich nicht sterben werde, ehe ich nicht den Händen der Liebe noch einen Goldrubel entreiße – und der wird mein letzter sein“.
Guy de Maupassant (O: Gju de Mopassan. E: 30 dnej 1932, datiert 1920–1922) Im Winter 1916 kommt der 20-jährige Erzähler mit falschem Pass nach Petersburg und findet Unterschlupf bei einem Lehrer für russische Literatur. Dieser vermittelt ihm einen gut bezahlten Auftrag des gesellschaftlich arrivierten jüdischen Rechtsanwalts und Verlegers Benderskij. Dessen Frau Raisa Michajlovna versucht, Maupassants Erzählung Miss Harriet zu übersetzen („Maupassant ist die einzige Leidenschaft meines Lebens“) und kommt damit nicht zurecht. Der Erzähler korrigiert ihren korrekten, aber leblosen Text und bringt die leichte und fließende Satzmelodie Maupassants mit ein. Gemeinsam nehmen sie sich weitere Erzählungen vor. Als er eines Tages mit einem Manuskript zur Überarbeitung in ihrer Wohnung vorbeikommt, verabschiedet sie gerade angeheitert eine fröhliche großbürgerlichen Gesellschaft, die zusammen mit ihrem Mann zu einer Opernaufführung aufbricht. „Ihr Lächeln, schläfrig und zärtlich, bringt Garnisonsoffiziere um den Verstand“. Bei der Übertragung von Maupassants Das Geständnis setzt Raisa, angeregt durch den teuren Wein ihres Mannes („Mein Mann schlägt mich tot, wenn er das erfährt.“), die Sexszene der Erzählung in der Bibliothek vor dem Regal mit den 29 Maupassant-Bänden in die Tat um.
Auf dem Weg nach Hause „wall[-]en Nebelschwaden. Hinter den brodelnden Mauern heul[-]en Ungeheuer. Die Fahrdämme [hauen] denen, die über sie hinweg[schreiten] die Füße ab“. Noch in derselben Nacht liest der Erzähler eine Maupassant-Biographie: „Mein Herz zog sich zusammen. Eine Vorahnung der Wahrheit streifte mich.“
Der Weg (O: Doroga. E: 30 dnei 1932, datiert 1920–1930) Nach der zerbröckelnden Front im November 1917 reist der Erzähler von Kiew nach Petersburg. Auf der Zugfahrt erlebt er die Verelendung der Menschen, Razzien und Erschießungen von Juden. Er wird bestohlen, muss auf nackten Füßen durch den Schnee fliehen und kommt mit Erfrierungen in ein Spital. Schließlich erreicht er Petersburg, meldet sich bei der Čeka, der Geheimpolizei, und wird zu seinem Unteroffizier im Šujskij-Regiment Vanja Kalugin weitergeleitet. Dieser residiert im Aničkov Palast, zeigt ihm die Schätze des ehemaligen Besitzers und vermittelt ihm die Anstellung als Übersetzer in der Auslandsabteilung, wo die „Aussagen von Diplomaten, Kriegshetzern und Spionen“ bearbeitet werden:
„Weniger als ein Tag war vergangen, und ich hatte alles: Kleidung, Essen, Arbeit und Genossen, treu in der Freundschaft und im Tod, Genossen, wie es sie nirgendwo sonst auf der Welt gibt, außer in unserem Land. So begann vor dreizehn Jahren mein großartiges Leben, voller Gedanken und Fröhlichkeit.“

## Form
Gegenüber Reportagen und Tagebuchaufzeichnungen sind Babels Erzählungen sorgfältig literarisch gestaltet und es gibt Bezüge zur jiddischen wie zur russischen Erzähltradition. Die Geschichten sind voller Kontrastfiguren und -handlungen, reich an Metaphorik und enden oft pointiert: Die zeitliche Parallelität des Taubenmords und der Verwüstung des väterlichen Geschäfts nach dem größten Triumph der Familie, der Aufnahme des Sohns auf das Gymnasium. Der doppelte, miteinander kontrastierende Kniefall in Erste Liebe: des Ehemanns vor seiner Frau und des Vaters vor dem russischen Offizier. Das dreimalige Eintauchen in den Bottich, Vergleich mit dem Mikwe-Reinigungsritual, nach der gesellschaftlichen Demütigung als Zeichen der Buße. Der Junge will sich von der jüdischen Tradition befreien, schwimmen und die Natur lesen lernen als „Schritt in die Genese des künftigen Schriftstellers.“ Dazu hat er zwei Lehrmeister: den Häretiker Spinoza und den fiktiven Journalisten und Naturphilosophen Jefim Nikitič Smolič.

## Historischer Hintergrund
Die Handlung des Kindheitszyklus spielt zur Zeit der Russischen Revolution von 1905, ausgelöst vor allem durch den Russisch-Japanischen Krieg. Neben vielen Aufständen kam es zu Meutereien in der Flotte, so auf dem Linienschiff Potemkin im Juni. Nach Einlaufen des Schiffes in Odessa, wo ein Generalstreik stattfand, richteten zaristische Truppen in den folgenden Tagen bei der Niederschlagung der Unruhen ein Blutbad an. Polizei und Soldaten verhinderten in den meisten Fällen nicht die Gräueltaten und die antijüdischen Pogromen und bestraften nicht die Anstifter. Allein in Odessa zählte man 800 ermordet und 1000 verwundete Juden.
In den weiteren Erzählungen werden die politischen Ereignisse der Zeit nicht thematisiert und treten gegenüber den privaten Erlebnissen zurück, aber die Handlungen spielen ebenfalls in kriegerischen Zeiten, welche die russische Revolution vorbereiteten, wie in der letzten Geschichte deutlich wird:
- Als 20-Jähriger arbeitet der Erzähler kurz vor Beginn des Kaukasuskrieges zwischen Russland und der Türkei in einer Druckerei im Tiflis.
- Der 22-Jährige übersetzt im Winter 1916 während des Ersten Weltkrieges und ein halbes Jahr vor den revolutionären Unruhen in Petersburg Maupassants Erzählungen.
- Die letzte Erzählung Der Weg spielt 1917 und 1918 zur Zeit der Oktoberrevolution und des beginnenden russischen Bürgerkriegs. In Petersburg haben die Bolschewiki Lenins in der Oktoberrevolution die aus der Februarrevolution hervorgegangene Regierung unter Kerenski gestürzt und ihre Macht gesichert und bauen, als der Erzähler in die Hauptstadt kommt, ihre Organisation und die Geheimpolizei auf.

## Interpretation und Rezeption
Wie viele russische Schriftsteller der 1920er Jahre erlebte auch Babel nur eine kurze Zeit zwischen öffentlicher Anerkennung und öffentlicher Gängelung und Zensur. Die in Zeitschriften veröffentlichen Taubenschlag-Erzählungen, bei Mein erstes Honorar wurde die Publikation 1933 abgelehnt, wurden bisher in der Babel-Rezeption im Unterschied zur Reiterarmee und zu den Odessa-Geschichten weniger beachtet.

### Dichtung und Wirklichkeit
Für die Interpreten stellt sich auch bei den vier Erzählungen des Kindheitszyklus die Frage nach dem autobiographischen Bezug, zumal sie ein zentrales Thema der Identitätssuche und das „Ringen des Helden um einen Platz zwischen der marginalisierten jiddischen und der dominanten Kultur“ thematisieren. Wie in einer Biographie werden die Lebensphasen des Protagonisten datiert: Alter, einzelne Charaktermerkmale, Wohnorte und Beruf des Vaters stimmen weitgehend überein und vermitteln häufig „die Illusion einer hautnahen Vertrautheit mit dem Autor“. Dementsprechend sind im öffentlichen Bewusstsein „Babels literarische Masken denn auch längst mit dem Autor zu einer Figur verschmolzen“.
Doch sind nicht nur die Namen verändert, sondern auch viele Handlungen, z. B. überstand Babels Familie den Pogrom von Nikolajew unbeschadet, während in den Erzählungen „jede Hoffnung auf Anerkennung durch die russische Gesellschaft brutal zerstört“ wird. Dazu kommt in den Geschichten das Problem der Zugehörigkeit im innerjüdischen Milieu: Im Keller tritt „an die Stelle des jüdisch-russischen Identitätskonflikts“ der „Gegensatz zwischen jiddischer Schtetlkultur und einem urbanen Weltbürgertum“ des Bankiers Borgman. Auch dieser Annäherungsversuch des Erzählers scheitert.
Offenkundig gibt es Bezüge zur jiddischen wie zur russischen Erzähltradition in Verbindung mit der literarischen Gestaltung der Erzählungen (s. Abschnitt Form). Motive des Leistungsdrucks und der Ausgrenzung findet man auch in Scholem Alejchems Aufs Gymnasium (1902), Aleksandr Kuprins Gambrinus (1907) und Osip Mandelstams Das Rauschen der Zeit (1925). Erste Liebe erinnert bereit im Titel an Turgenjews Erste Liebe. Auch ist bekannt, dass Babel in der Geschichte Mein erstes Honorar die Anekdote eines Freundes übernommen hat.
Trotzdem sind für Kaibach Babels Texte in einem höheren Sinn autobiographisch: „In ihrer Gesamtheit zeichnen sie den Weg eines jüdischen Intellektuellen, der aus der Bedrückung im „Ansiedlungsrayon“, wo die Juden im Zarenreich seit dem 18. Jh. ghettoisiert waren, auszog ins gelobte Sowjetland, um festzustellen, dass für seinesgleichen auch dort kein Platz war.“

### Ironie oder Loblied
Für Irritation sorgt für die Babel-Forschung das Ende von Der Weg. Während einige Kritiker das Harmoniebild als „ironischen Kommentar“ zur historischen Realität 1932, dem Erscheinungsjahr der Erzählung, interpretieren, sehen andere darin eine „staatlich verordnete Lobhubelei“. Der US-amerikanische Literaturwissenschaftler Gregory Freidin wiederum vermutet, der Autor sei Ende der 1920er Jahre zusehends unter politischen Druck geraten. Er habe nach den Odessa-Geschichten und der Reiterarmee kaum Neues veröffentlicht und dieses Schweigen sei ihm als „stiller Protest gegen die restriktive Kulturpolitik“ ausgelegt worden. Auch habe man sich an Babels Beiträgen für Gorkijs antibolschewistische Zeitung Neues Leben 1918 erinnert. Es sei deshalb zu vermuten, dass „der Bedrängte in Der Weg den Versuch unternahm, sich im Nachhinein eine lupenreine Vergangenheit anzudichten.“

### Deutsche Übersetzungen
- Dimitrij Umanskij, Malik Verlag, Berlin 1926.
  - Dimitrij Umanskij und Heddy Proß-Weerth. Darmstadt 1962.
- Milo Dor und Reinhard Federmann. In: Zwei Welten. Die Geschichten des Isaak Babel. 46 Erzählungen. Wien/München/Basel 1960.
- Verschiedene Übersetzer. Isaak Babel Werke. 2 Bände. Herausgegeben von Fritz Mierau. Volk und Welt, Berlin 1973 (Bd. 1: Die Reiterarmee; Bd. 2: Frühe Erzählungen).
- Bettina Kaibach. In: Isaak Babel: Mein Taubenschlag. Sämtliche Erzählungen. Carl Hanser Verlag, München 2014.